# Афинская архиепископия
Афи́нская архиеписко́пия (греч. Ιερά Αρχιεπισκοπή Αθηνών) — епархия Элладской православной церкви на территории города Афины и близлежащих муниципалитетов.
Правящий архиерей с 2008 года — Блаженнейший архиепископ Афинский и всея Эллады Иероним II, предстоятель Элладской православной церкви.

## История

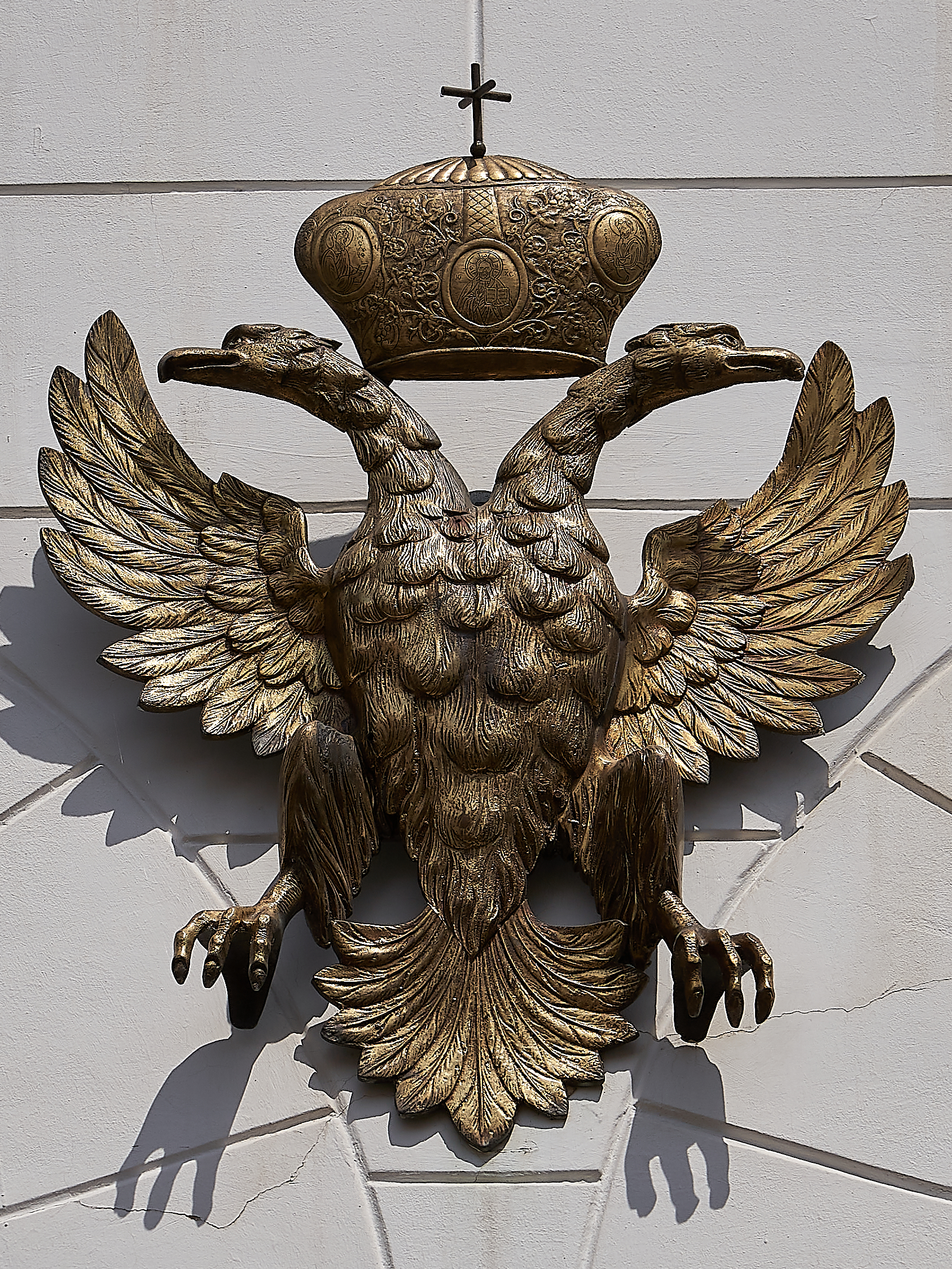
Герб архиепископии

Афинскую епархию по преданию основал Апостол Павел приблизительно в 51 году нашей эры во время своего второго миссионерского путешествия.
Первым достоверно известным епископом Афинским считается священномученик Дионисий Ареопагит. Есть также версия, что первым епископом был священномученик Иерофей Афинский.
Примерно до VII века епархия относилась к Римской церкви, но с постепенным усилением позиций Константинопольского патриарха перешла в его ведение.
Около 780 года епархия была возведена в ранг митрополии.
После провозглашения автокефалии 23 июля 1833 года, митрополиты Афинские стали предстоятелями Элладской церкви.
В 1923 году, в связи с тем, что к этому моменты все епархии Элладской церкви был возведены в ранг митрополий, Афинская митрополия была возведена в ранг архиепископии, а титул правящего архиерея стал именоваться «Архиепископ Афинский и всея Эллады».

## Благочиннические округа
Епархия разделена на 21 благочиннический округ:
- 1 округ (город Афины, районы: Плака, Монастираки, Метаксургио)
- 2 округ (город Афины, районы: Тисио, Петралона, Кукаки)
- 3 округ (город Афины, районы: Омония, Ликавит
- 4 округ (город Таврос)
- 5 округ (город Афины, районы: Керамик, Вотаникос)
- 6 округ (город Афины, районы: Академия Платона, Колокинту)
- 7 округ (город Афины, районы: Патисия, Сеполия)
- 8 округ (город Айи-Анарьири)
- 9 округ (город Галацион)
- 10 округ (город Афины, район Кипсели)
- 11 округ (город Афины, районы: Гизи, Амбелокипи)
- 12 округ (город Афины, район Гуди и город Зографос)
- 13 округ (город Афины, районы Панграти, Илисия)
- 14 округ (город Айос-Димитриос)
- 15 округ (город Ильюполис)
- 16 округ (город Калитея)
- 17 округ (город Мосхатон)
- 18 округ (города Папагос и Психикон)
- 19 округ (города Халандрион и Врилисия)
- 20 округ (города Холаргос и Айия-Параскеви
- 21 округ (город Халандрион (нижняя часть))

## Епархиальные отделы
1. Отдел по делам молодежи
2. Отдел христианской взаимопомощи
3. Отдел поддержки семьи
4. Отдел антиеретической служб
5. Отдел организации приходов
6. Отдел пастырского служения среди больных
7. Отдел таинства исповеди
8. Отдел проповеднического служения
9. Отдел повышения квалификации духовенства
10. Отдел поддержания литургической традиции
11. Отдел по борьбе с наркотиками и СПИДом
12. Отдел по научной биоэтике
13. Отдел по национальным вопросам
14. Отдел по вопросам европ. сотрудничества
15. Художественный отдел[2]

## Правящие архиереи

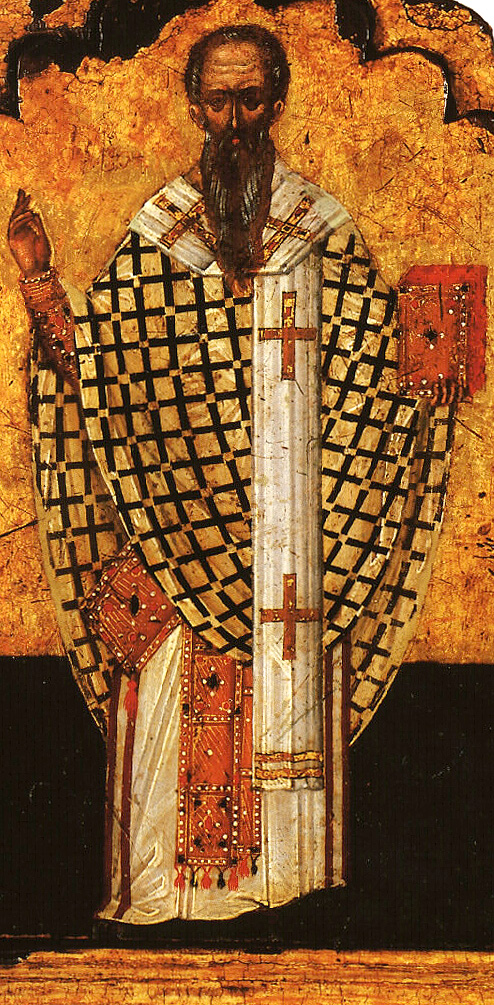
Дионисий Ареопагит — первый епископ Афинский (52-92 гг. н. э.). Русская икона XVII века

### Епископы Афинские
- Иерофей (оспаривается)
- Дионисий I Ареопагит (52—96 гг.)
- Наркисс (ок. 117—120 гг.)
- Публий (ок. 120—125 гг.)
- Кодрат (ок. 125—129 гг.)
- Леонид (до 250 г.)
- Олимпий
- Пистус (около 325 г.)
- Клематий (VI век)
- Модест (ок. 431 г.)
- Афанасий I (ок. 451—458 гг.)
- Анатолий (ок. 459 г.)
- Иоанн I (V век)
- Иоанн II (ок. 680 г.)
- Контиас (ок. 694 г.)
- Феохарист (ок. 702 г.)
- Марин (ок. 704 г.)
- Иоанн III (ок 714 г.)

### Митрополиты Афинские
- Григорий I (ок. 780 г.)
- Адамантий (ок. 810 г.)
- Иоанн IV (ок. 819 г.)
- Феодосий (IX век)
- Ипатий (IX век)
- Деметрий I (IX век)
- Герман I (до 841 г.)
- Деметрий II (до 846 или 857 гг.)
- Гавриил I (до 858 или 860 гг.)
- Григорий II
- Косма
- Никита I (ок. 870—881)
- Савва I (ок. 881)
- Анастасий (до 889 г.)
- Савва II (до 914 г.)
- Георгий I (до 922 г.)
- Никита II (до 927 г.)
- Константин (до 965 г.)
- Филипп (до 981 г.)
- Феодегий (ок. 1007 г.)
- Михаил I (1030 г.)
- Лев I (до 1061 г.)
- Лев II (до 1069 г.)
- Иоанн V (ок. 1087 г.)
- Никита III (до 1103 г.)
- Никифор (ок. 1112 г.)
- Георгий II (ок. 1156—1157 гг.)
- Николай I (ок. 1166—1172 гг.)
- Михаил II (XII век)
- Феофилакт (XII век)
- Георгий III (ок. 1172 г.)
- Георгий IV до 1180 г.

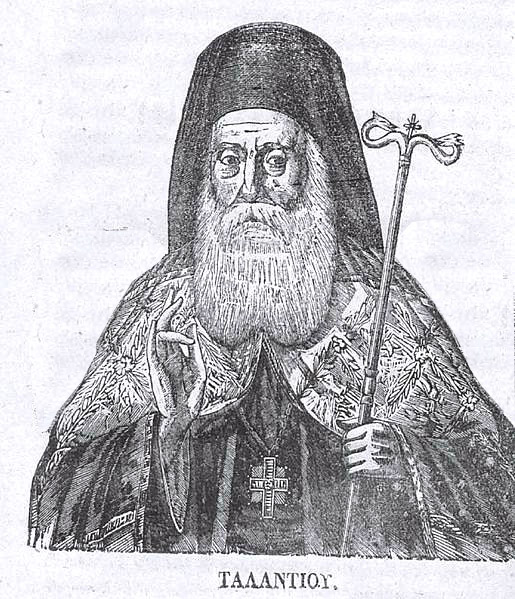
Митрополит Неофит V, правящий архиерей Афинской митрополии в 1833—1861 гг.

- Михаил III Хониат (1182—1204 или 1222 гг.)
- Мелетий I (1275—1289 гг.)
- Илия (ок. 1300 г.)
- Неофит I (ок. 1336 г.)
- Анфим I (до 1366 г.)
- Никодим (1371 г.)
- Дорофей I (ок. 1387 г.)
- Макарий I (ок. 1394-95 гг.)
- Гервасий (1432 г.)
- Фантин (ок. 1440—1443 гг.)
- Феодор (ок. 1453 г.)
- Исидор (ок. 1456 г.)
- Дорофей II (ок. 1472 г.)
- Анфим II (ок. 1489 г.)
- Неофит II (ок. 1492 г.)
- Лаврентий (1528—1546 гг.)
- Каллист (1550—1564 гг.)
- Софроний I (1565—1570 гг.)
- Никанор (1574—1592 гг.)
- Феофан I (1592—1597 гг.)
- Неофит III (1597—1602 гг.)
- Самуил (1602 г.)
- Нафанаил (1602—1606 гг.)
- Анфим III (1606—1611 гг.)
- Кирилл I (1611—1619 гг.
- Митрофан (1619—1620 гг.)
- Феофан II (1620—1633 гг.)
- Софроний II (1633—1636 гг.)
- Даниил (1636—1665 гг.)
- Анфим IV (1665—1676 гг.)
- Иаков I (1676—1686)
- Афанасий II (1686—1689)
- Макарий II (1689—1693)
- Анфим V (1693—1699)
- Кирилл II (1699—1703)
- Мелетий II (1703—1713)
- Иаков II (1713—1734)
- Захария (1734—1740)
- Анфим VI (1741—1756; 1760—1764)
- Варфоломей (1764—1771) — первый раз
- Неофит IV (1771—1775)
- Варфоломей (1775—1780) — второй раз
- Гавриил II (1781)
- Венедикт (1781—1785) — первый раз
- Афанасий III (1785—1787) — первый раз
- Венедикт (1787—1797) — второй раз
- Афанасий III (1797—1799) — второй раз
- Григорий III (1799—1820)
- Дионисий II (1820—1823)
- Григорий IV (1827—1828)
- Анфим VII (1828—1833)

провозглашение автокефалии Элладской церкви
- Неофит V (Метаксас) (1833—1861)
- Михаил (Апостолидис) (1861—1862)
- Феофил (Влахопападопулос) (1862—1873)
- Антоний (Хариатис) (1873—1874)
- Прокопий I (Георгиадис) (1874—1889)
- Герман II (Каллигас) (1889—1896)
- Прокопий II (Экономидис) (1896—1901)
- Феоклит I (Минопулос) (1902—1917) — первый раз
- Мелетий III (Метаксакис) (1918—1920)
- Феоклит I (Минопулос) (1920—1922) — второй раз

### Архиепископы Афинские

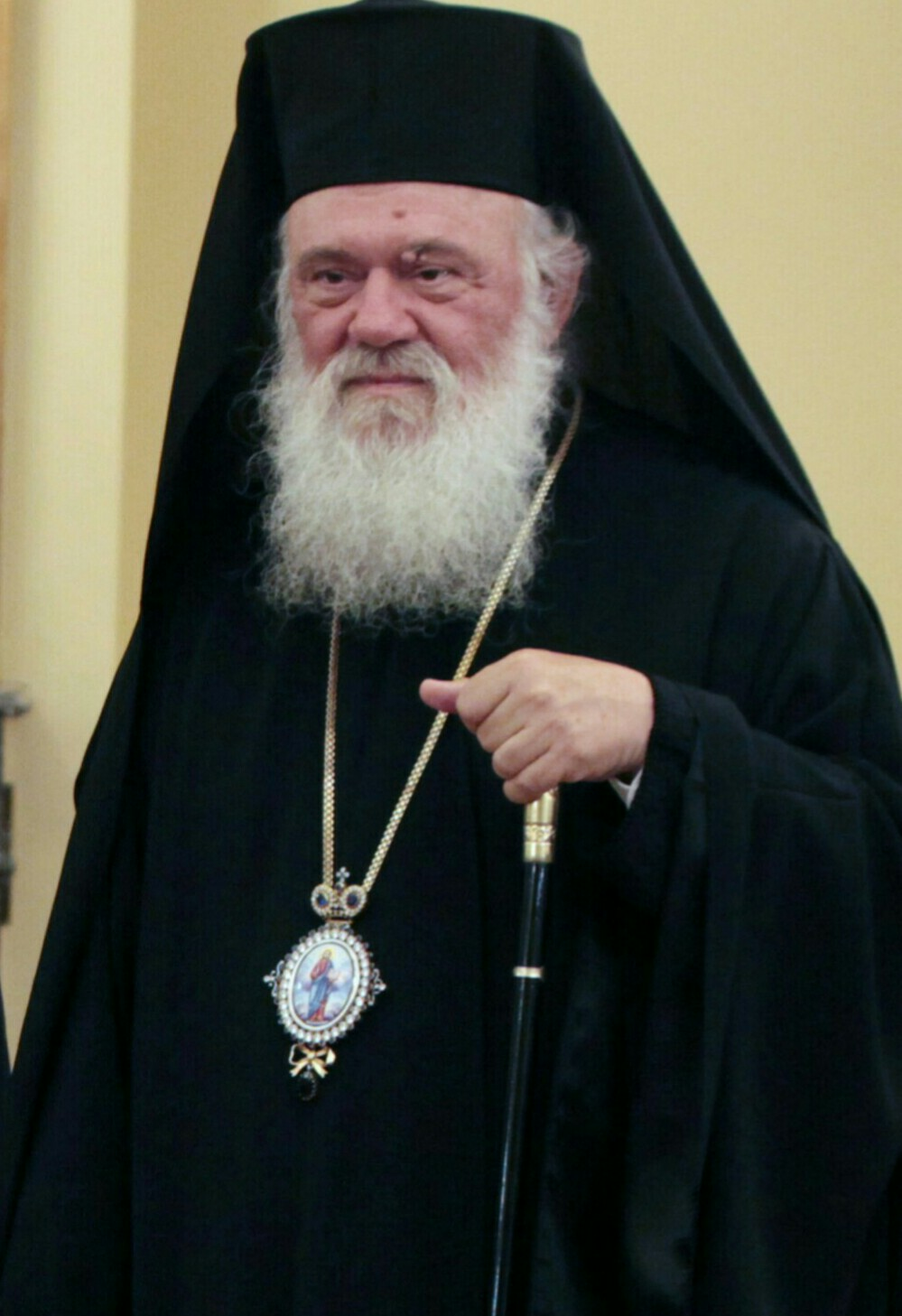
Архиепископ Иероним II — нынешний глава архиепископии (с 2008)

- Хризостом I (Пападопулос) (8 марта 1923 — 22 октября 1938)
- Хрисанф (Филиппидис) (12 декабря 1938 — 2 июня 1941)
- Дамаскин (Папандреу) (2 июня 1941 — 20 мая 1949)
- Спиридон (Влахос) (4 июня 1949 — 21 марта 1956)
- Дорофей III (Коттарас) (1 апреля 1956 — 26 июля 1957)
- Феоклит II (Панагиотопулос) (1957 — 8 января 1962)
- Иаков III (Ваванатос) (13 января — 25 января 1962)
- Хризостом II (Хатзиставру) (14 февраля 1962 — 11 мая 1967)
- Иероним I (Коцонис) (14 мая 1967 — 15 декабря 1973)
- Серафим (Тикас) (16 января 1974 — 10 апреля 1998)
- Христодул (Параскеваидис) (28 апреля 1998 — 28 января 2008)
- Иероним II (Лиапис) (с 7 февраля 2008)

## Галерея

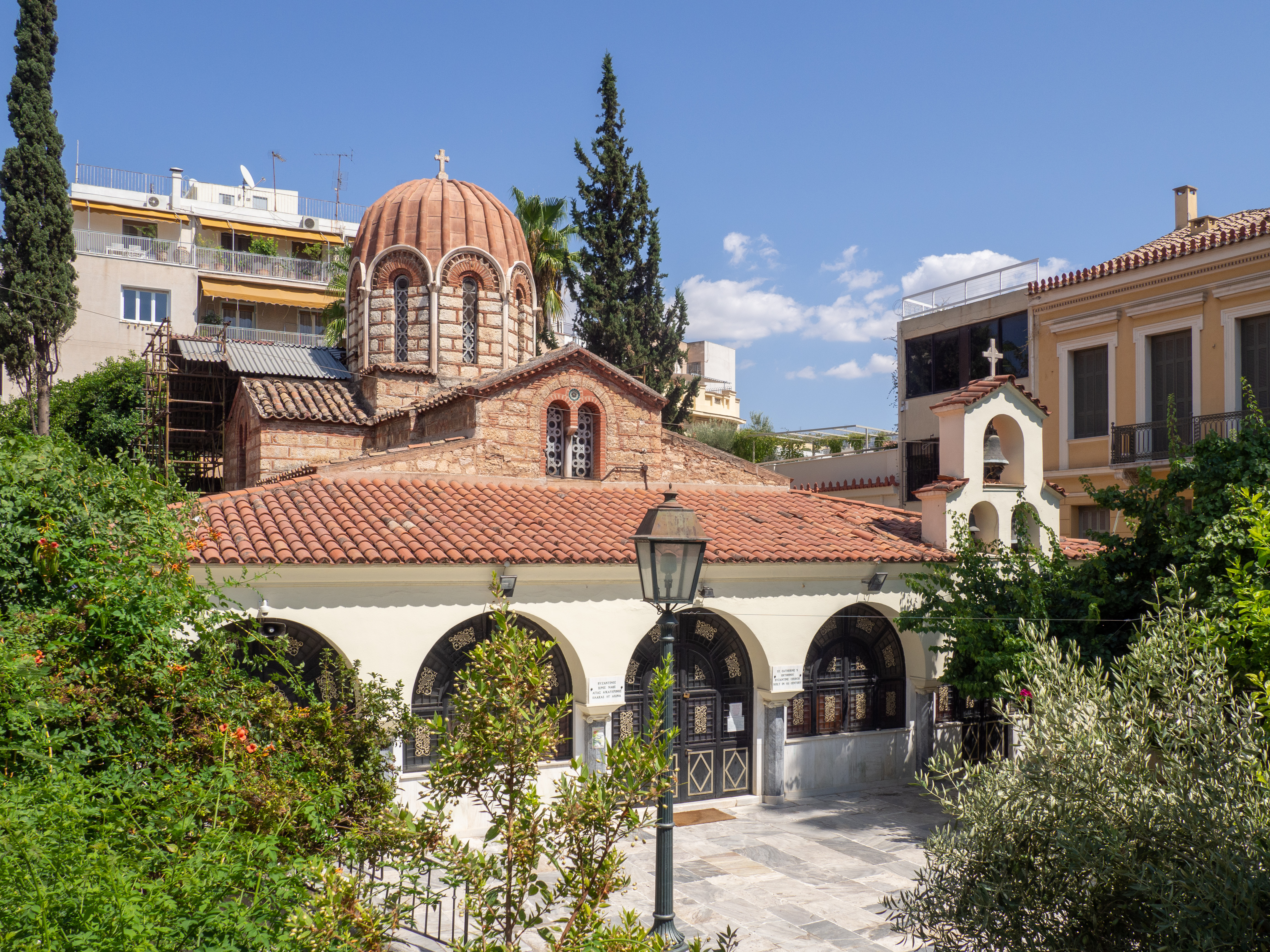
Церковь Св. Екатерины, Афины, XI в.
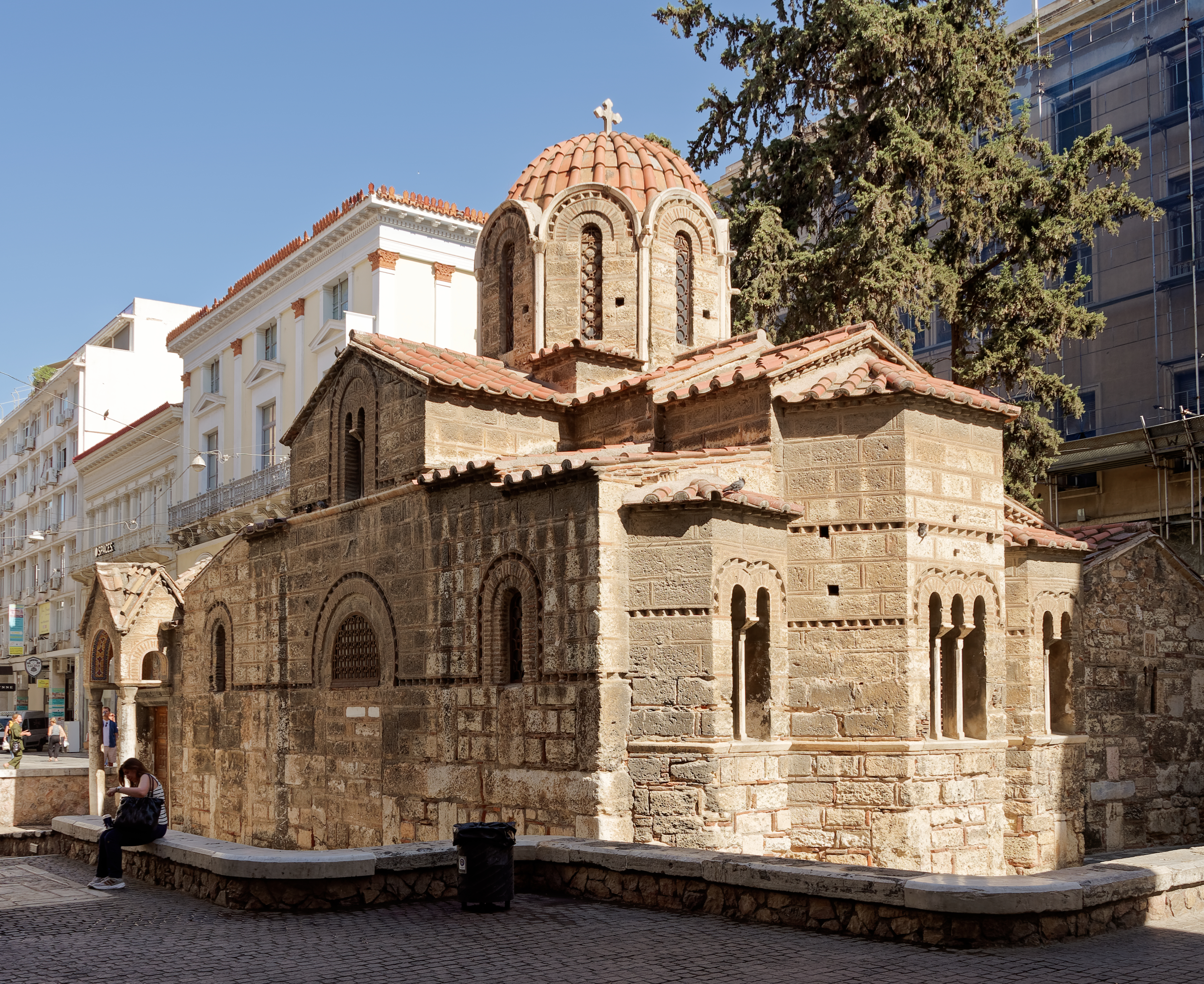
Церковь Введения во Храм Пресвятой Богородицы Капникарея, Афины, XI в.
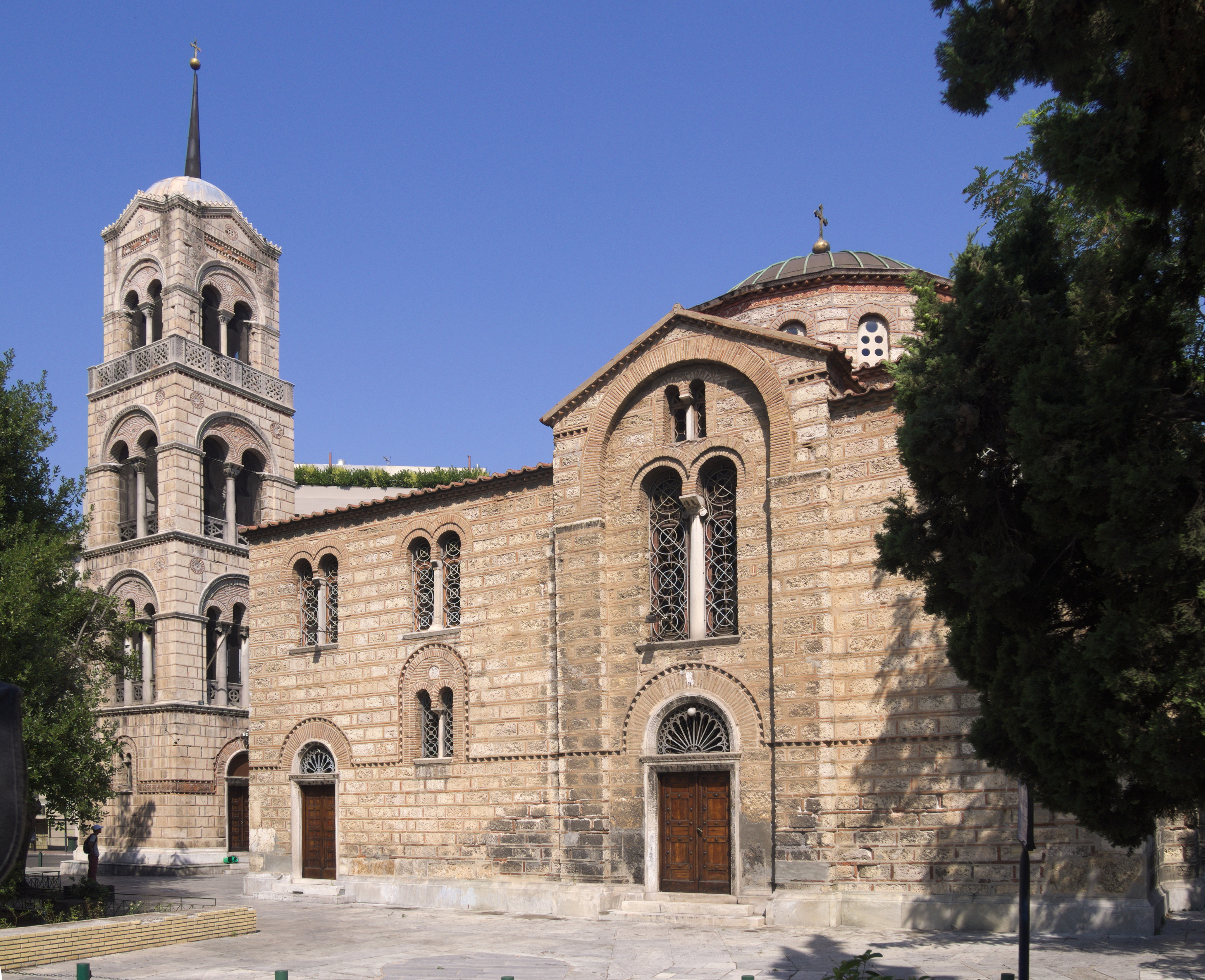
Церковь Святой Троицы (Афины), XI в.
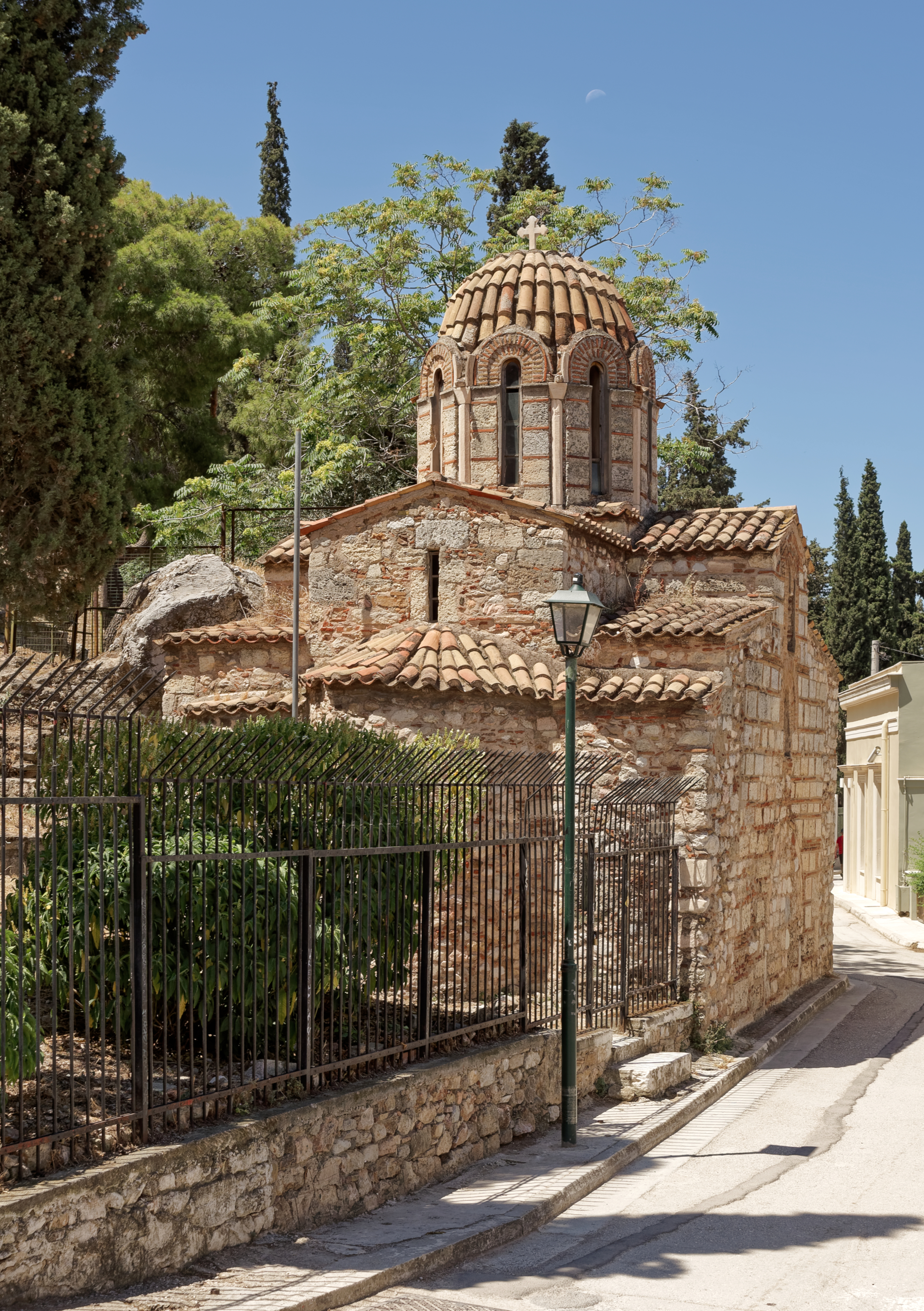
Храм Преображения Господня (Афины), XI в.
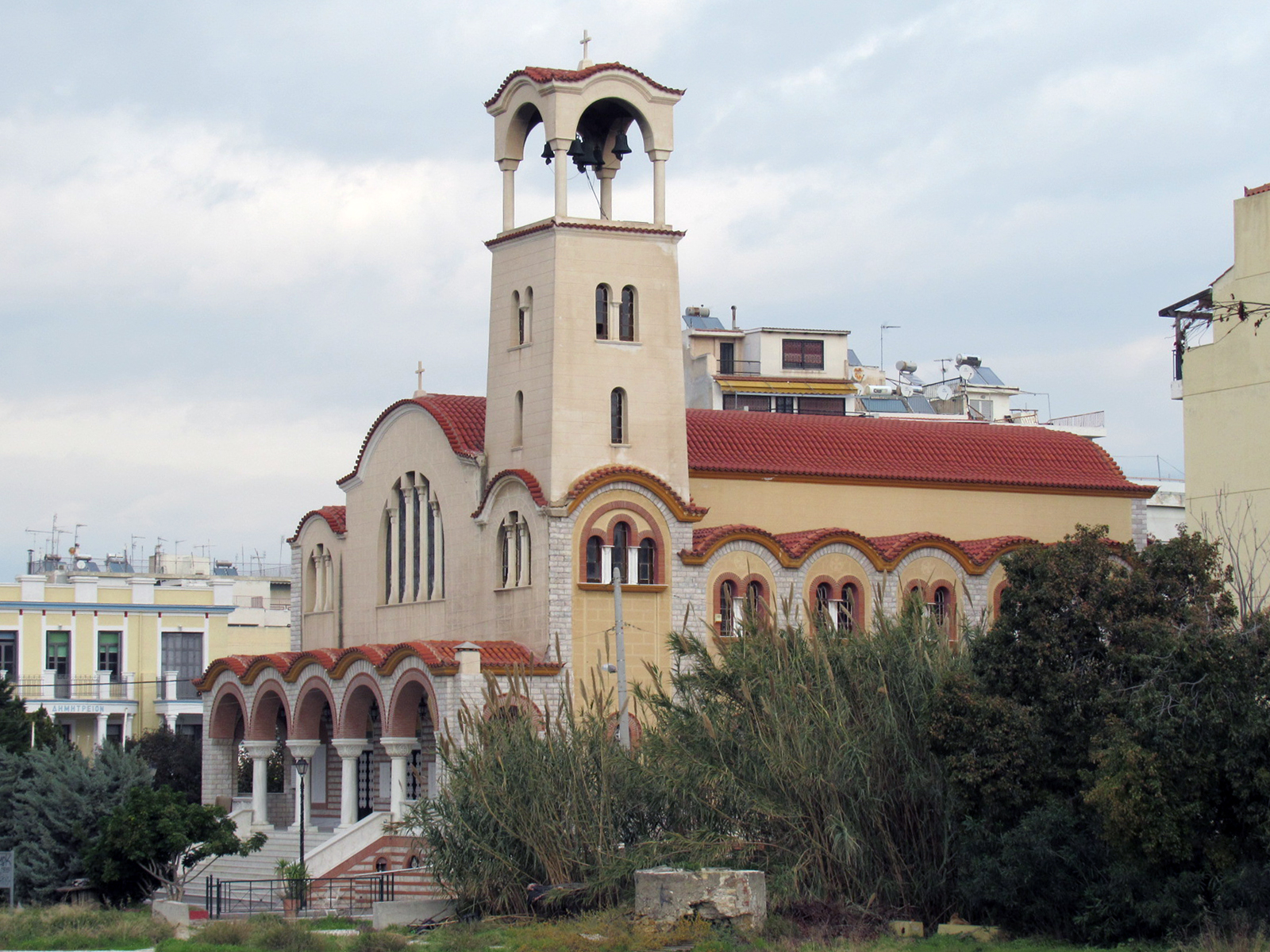
Церковь Константина и Елены, Мосхатон
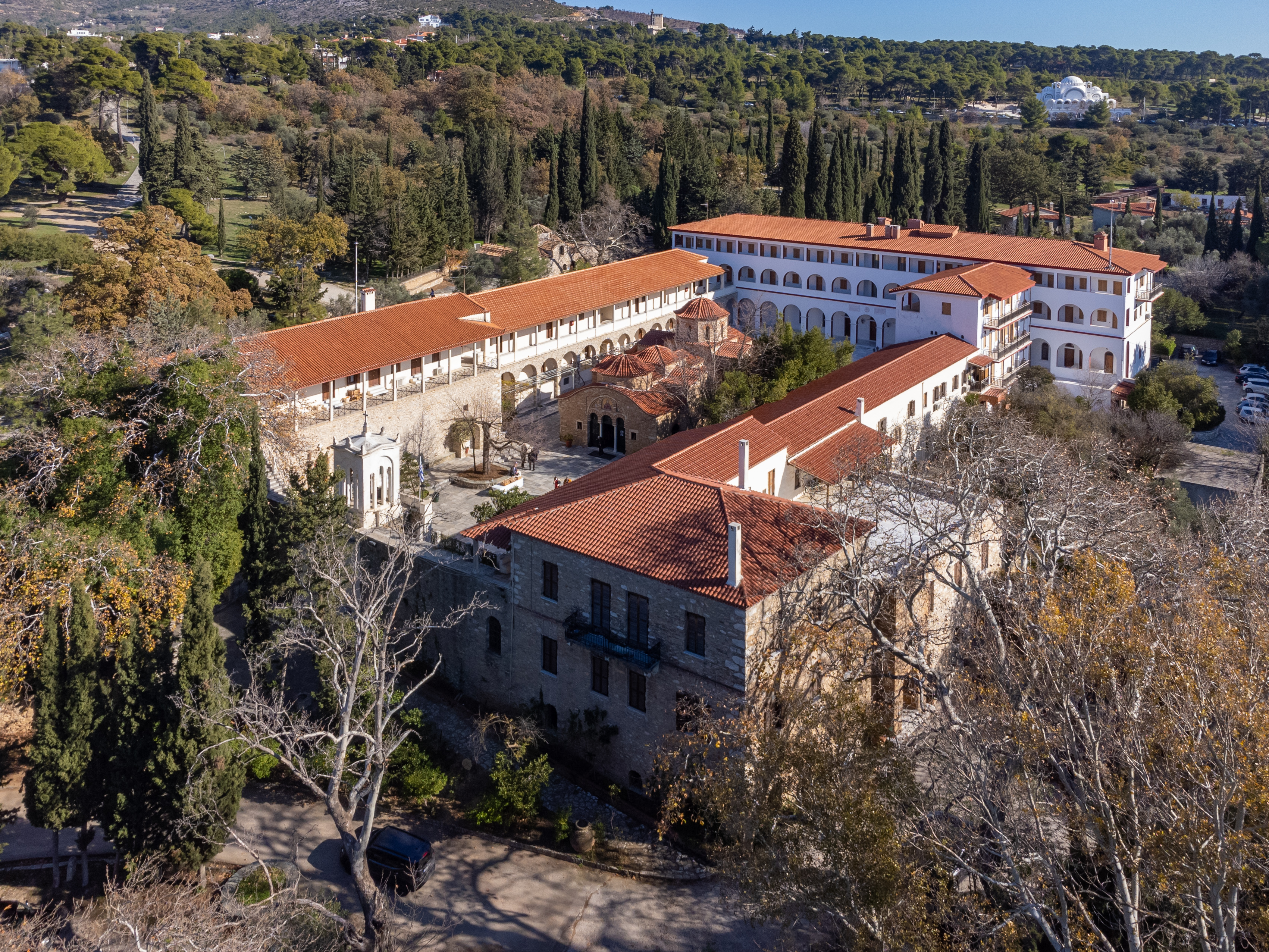
Монастырь Успения Пресвятой Богородицы в Пендели, XVI в.
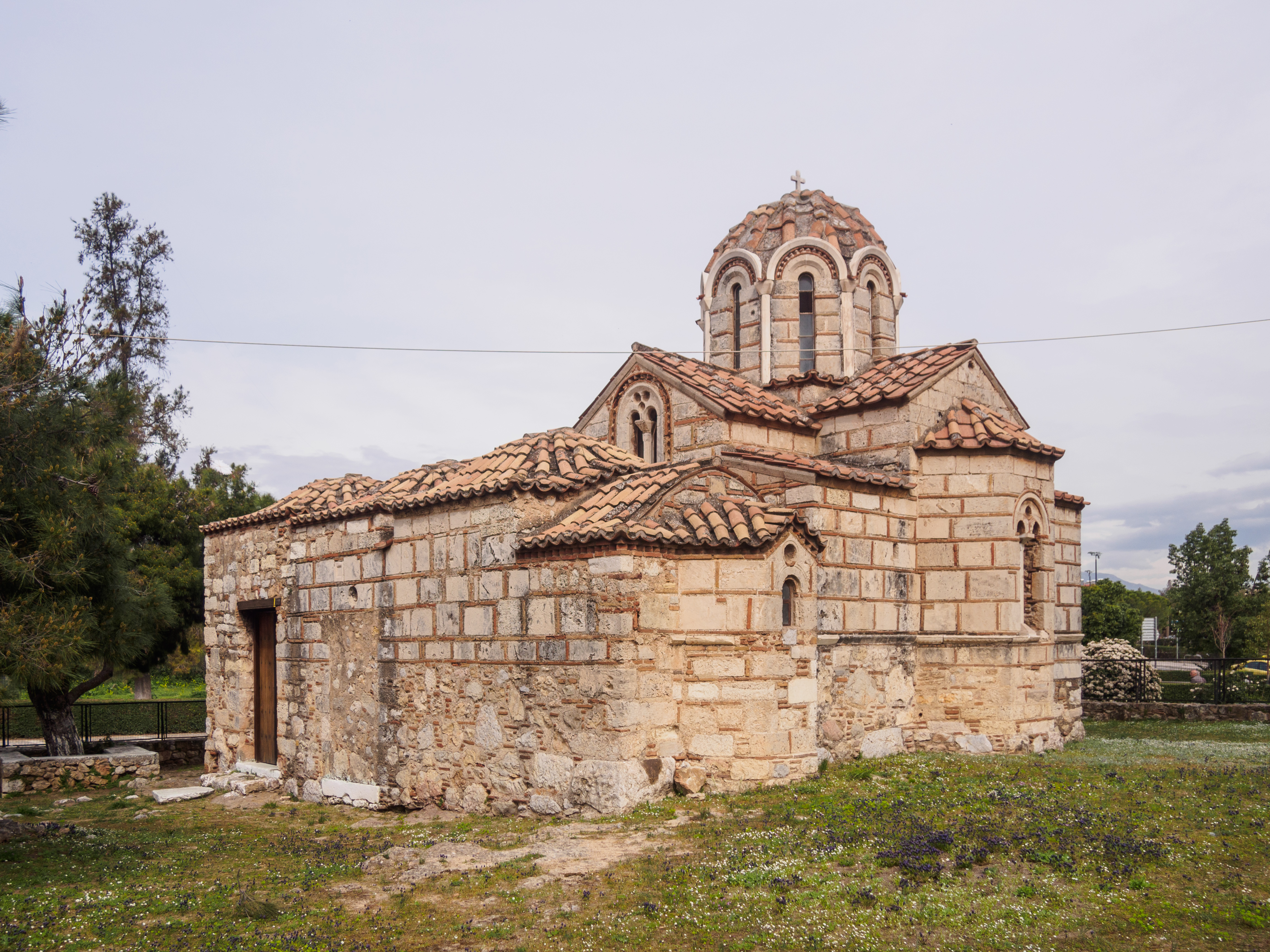
Церковь Св. Георгия, Галацион, XII в.